# Майк Хорн
Майкъл Фредерик Хорн (на английски: Michael Frederick Horn), известен повече като Майк Хорн, е южноафрикански пътешественик-изследовател. Живее в Шато Д'Екс, Швейцария, с двете си дъщери Джесика и Аника.

## Биография
Майк „Сладурът“ Хорн е роден на 16 юли 1966 г. в Йоханесбург, ЮАР. Изучава наука за движението на човека в университета „Стеленбош“. След приключване на обучението си напуска Южна Африка и заминава за Европа, където започва работа като ски инструктор и планински гид.
През 1991 г. се отправя на експедиция с параглайдинг и рафтинг в Андите в Перу. През 1995 г. открива Център за спортове на открито No Limits („Без граници“) в Швейцария. През този период чупи световния рекорд за най-високо спускане по водопад (22 м) с надуваема лодка, поставен на река Пакуаре в Коста Рика.
След като успява да обиколи Земята по екватора през 1999 г. и да достигне Северния полюс през 2004 г., без да използва моторни превозни средства (придвижва се само пеша, с колело, платноход, кану), е удостоен с престижната спортна награда „Лауреус“. Наградата му е връчена за безпрецедентни постижения, които отразяват величествения триумф на човешкия дух пред силата на природните стихии.
За експедициите му са издадени 4 книги, всяка от които се е превърнала в бестселър във Франция. Тези книги са преведени на няколко езика: немски, английски, български и др. На български са преведени книгите „Пътешествие по екватора“, „Покорителят на невъзможното“ и „Да докоснеш небесата“, издадени от издателство „ВАКОН“. На пътешествията му са посветени редица документални филми.

## Експедиции
Почти всички свои експедиции Майк Хорн осъществява съвсем сам, стремейки се да оцелее единствено с помощта на природни ресурси.

### Амазонска експедиция (1997)
През 1997 г. Майк Хорн се отправя на своята първа експедиция: 6-месечното самостоятелно, немоторизирано прекосяване на Южна Америка. Началото поставя на брега на Тихия океан, откъдето тръгва пеша и се изкачва до извора на река Амазонка в Перуанските Анди. Оттам се спуска 7000 км надолу по течението на реката на надуваема лодка, достигайки в края на пътуването си до Атлантическия океан.

### Нулева ширина (1999 – 2000)
През 1999 г. Майк Хорн започва друго свое приключение: обиколката на света по екватора. Нарича това свое начинание „Нулева ширина“ и пътува сам по тази въображаема линия в продължение на 17 месеца – от 2 юни 1999 до 28 октомври 2000 г. Основна идея и тук е да не използва никакви моторни превозни средства.
Обиколката започва на западния бряг на Африка в Габон, продължава през Атлантика в малък, 8-метров тримаран, с който достига до бреговете на Южна Америка. Следващият етап е прекосяване на амазонската джунгла и достигане до другия край на континента, т.е. до Тихия океан. Това става след 3 изтощителни месеца. Във финалния етап от експедицията си Майк трябва да премине през Индийския океан и да достигне до Африка, прекосявайки я, за да се добере до мястото, откъдето е тръгнал – Либревил, столицата на Габон.

### Арктос (2002 – 2004)
Поредната експедиция, която започва през 2002 г., е прекратена след 45 дни сред ледовете на Сибир поради измръзване на ръката. Майк се връща в Швейцария, където ампутират върховете на три от пръстите на едната му ръка. Благодарение на съветите на опитния изследовател Бьорге Оуслан Майк се връща към осъществяване на мечтата да обиколи Северното полукълбо по продължение на Полярния кръг. Пътешествието му отнема 2 години и 3 месеца, като поставя своеобразен рекорд за първия пътешественик, преминал 20 000 км без прекъсване при температури, достигащи до -60 °С.

### Пангея (2008 – 2012)
Пангея се е наричал суперконтинентът, който е съществувал преди около 200 млн. години. Пътуването е планирано като 4-годишна обиколка на света (2008 – 2012). Началото е символично поставено в Ушуая, Аржентина. Планът е да бъдат организирани общо 12 експедиции с млади ентусиасти пътешественици от цял свят. Дестинациите са различни: Антарктида, Нова Зеландия, Малайзия, Андамански острови, Хималаите, пустинята Гоби и др.

### Driven to explore (2015)
През май 2015 г. Майк се отправя на експедицията Driven to explore, спонсорирана от Mercedes-Benz. Хорн потегля от Швейцария и кара през 13 държави, достигайки Пакистан, където прави опит да изкачи K2 (8611 м) в планинската верига Каракорум.

### От полюс до полюс (2016 – 2017)
През 2016 г. Хорн потегля на новата си експедиция „От полюс до полюс“ – двугодишна околосветска обиколка през Южния и Северния полюс. Той тръгва на 8 май 2016 г. от яхтклуба „Монако“, като планира да пътува по суша и с яхтата си „Пангея“ от Африка до Антарктика, Океания, Азия, Арктика и обратно до Европа. Настоящата експедиция протича под знака на три основни теми: „Приключение“, „Околна среда“ и „Споделяне“.
На 7 февруари, 22:50 часа универсално време, Майк Хорн завършва най-дългото соло прекосяване на Антарктика в посока север-юг – от Бряг принцеса Астрид (70.1015 юж. геогр. ширина и 9.8249 из. геогр. дължина) до станция „Дюмон-Дюрвил“ (66.6833 юж. геогр. ширина и 139.9167 изт. геогр. дължина) през Южния полюс. Той достига полюса на 9 януари 2017 г. Придвижвайки се с хвърчила и ски, Хорн изминава общото разстояние от 5100 км за 57 дни.

## Алпинизъм

### Гашербрум 1 (8035 м) и Гашербрум 2 (8068 м)
През 2007 г. Майк, Жан Троайе, Фред Ру и Оливие Родюи достигат върховете Гашербрум 1 (8035 м) и Гашербрум 2 (8068 м) без кислородни бутилки. Първоначалният им план е да изкачат 4 хималайски осемхилядника, но нямат късмет с времето, което ги принуждава да се върнат обратно.

### Броуд Пик (8047 м)
През 2010 г. Майк и швейцарският алпинист Коби Райхен достигат без кислородни бутилки връх Броуд Пик (8047 м) в планинската верига Каракорум, Пакистан.

### Макалу (8463 м)
През 2014 г. Майк и Фред Ру изкачват връх Макалу (8463 м) в алпийски стил, без помощта на шерпи или употребата на кислородни бутилки.

### K2 (8611 м)
През юли 2015 г. Майк и катерачните му партньори Фред Ру и Коби Райхен правят опит да изкачат връх K2 (8611 м) в планинската верига Каракорум. Екипът не успява да достигне върха поради неблагоприятни метеорологични условия.

## Телевизионни предавания

### The Island: seuls au monde
От 2015 г. насам Хорн участва като експерт по оцеляване във френското телевизионно шоу The Island: Seuls au monde по канал M6. Той споделя задълбочените си познания с участниците, за да ги научи как да оцелеят на тропически остров без храна или чужда помощ за период от един месец.

### À L'État Sauvage
През 2016 г. Хорн взема участие в телевизионното предаване À L'État Sauvage по канал M6 – френската версия на американското „В дивата пустош с Беър Грилс“. Във всеки епизод Хорн приключенства с различна знаменитост. Френските звезди Мишел Юн, Мат Покора, Лор Маноду и Кристоф Дьошаван се появяват в първите 4 епизода на шоуто, които са заснети в Намибия, Шри Ланка, Ботсвана и Венецуела.